# Osvaldo Cagnasso
Osvaldo Cagnasso (Alba, 22 agosto 1901 – Alba, 30 gennaio 1987) è stato un politico e antifascista italiano.

## Biografia
Giovane iscritto al Partito Popolare, milita in Azione Cattolica ricoprendo la carica di presidente della sezione giovanile dal 1923 al 1933. Commerciante affermato nel territorio, diventa socio nella vendita all'ingrosso del concittadino Giovanni Ferrero.
Convinto antifascista partecipa attivamente alla Resistenza italiana entrando nel membro direttivo del CLN della città piemontese. Al termine del conflitto entra nel consiglio comunale di Alba ricoprendo la carica dal 1946 al 1956, anno in cui viene nominato sindaco della città. Riconfermato alla scadenza del mandato, rinuncia all'incarico nel 1963 per candidarsi al Senato.